# Sergei Michailowitsch Kaminer

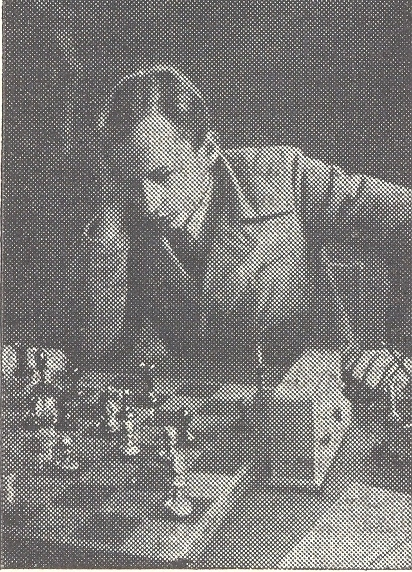
S. M. Kaminer (um 1928)

Sergei Michailowitsch Kaminer (russisch Сергей Михайлович Каминер, wiss. Transliteration Sergej Michajlovič Kaminer; * 1906 in Romanowo-Borissoglebsk; † 27. September 1938 in Moskau) war ein sowjetischer Schachspieler und Komponist von Schachstudien.

## Leben
Kaminer studierte in Moskau, wurde Ingenieur und arbeitete als Technologe in der Chemieindustrie. Zuvor, im Alter von 16 Jahren, gewann er 1924 drei dokumentierte Partien gegen den dreizehnjährigen späteren Weltmeister Michail Botwinnik.
Im Vorwort zu einem Buch berichtete Botwinnik über seinen Freund:
„Kaminer war etwas älter als ich. Bekanntschaft schlossen wir, als ich 13 war. Sobald er mich im Petrograder Schachverein erblickte, schlug er mir vor, ein Trainingsmatch über drei Partien zu spielen. Ich war soviel schwächer als Serjoscha, dass ich nicht einmal verstand, warum ich alle drei Partien verlor. Er kam zu mir auf den Newski-Prospekt, ich zu ihm in die Sergijewskaja-Straße. Er wohnte zusammen mit der Mutter und der jüngeren Schwester. Sie ließen uns allein in einem großen hellen Zimmer. Wir beschäftigten uns mit Schach, analysierten Serjoschas Studien. Wenn wir uns etwas bewegen mussten, lehrte mich Serjoscha boxen, wofür er früher eine Vorliebe hatte (seine Schultern waren breit, seine Pranken stark, meine Nase und Augen verschonte er).
Serjoscha durchlebte eine Krankheitszeit, so dass ich ihn nach Turniererfolgen übertraf. Er hatte keine hohe Meinung über meine schachlichen Fähigkeiten. ‚Warum verlieren alle gegen Sie?‘ fragte er mich erstaunt, als ich 1926 im Halbfinale der Leningrader Meisterschaft ein fast hundertprozentiges Ergebnis erreichte. (...) Als sechzehnjähriger war er bereits ein gereifter und großer Meister der Komposition. Mit seiner Meisterschaft stellte er sich sofort in eine Reihe mit solchen Koryphäen wie Troizki, die Brüder Platow und L. Kubbel (damals gab es viel weniger Komponisten als heutzutage). Das, was Kaminer erreicht hatte, begriff ich im Frühjahr 1925, als Serjoscha (im neuen Schachklub im Palast der Arbeit) L. Kubbel eine Studie zeigte. Leonid Iwanowitsch löste gewöhnlich Studien blitzartig, doch diesmal kapitulierte er und bat den Autor, die Lösung zu zeigen. Die Studie war eine Urfassung und zeigte etwa die Stellung der unten abgebildeten Studie nach dem dritten Zug (nur stand der schwarze König auf f3 und der Bauer auf g3). Mit Mühe hielt Kaminer den Triumph zurück, als er den Zug g3–g4!! demonstrierte.
Kaminer war der erste bekannte Komponist, der in der sowjetischen Periode heranwuchs. Die Lebensbedingungen der Schachkomponisten unterscheiden sich in der Versorgung wesentlich von den Bedingungen der Meisterspieler. Letztere können ihrer Lieblingsbeschäftigung ihr Leben widmen, die Komponisten können keine Profis werden: Schach versorgt sie nicht materiell, sie müssen einen anderen Beruf haben.
Es war Herbst 1937. Ich spielte in Moskau das Match um die UdSSR-Meisterschaft gegen Löwenfisch. Ein unerwarteter Telefonanruf und im Zimmer des Hotels ‚National‘ erscheint Serjoscha Kaminer. ‚Hier im Heft‘, sagt er, ‚sind all meine Studien, einige noch nicht bis zum Ende ausgearbeitet. Nehmen Sie sie. Ich fürchte, sie werden mir verloren gehen.‘ Seine Vorahnung bewahrheitete sich. Lange bewahrte ich dieses Heft auf. In den 50er Jahren benachrichtigte ich unsere Komponisten, dass ich Kaminers Heft habe. Und nun sind Kaminers Studien im vorliegenden Buch.“
Mit dreißig Jahren fiel Kaminer Stalins Großem Terror zum Opfer. Am 17. August 1938 wurde er arrestiert und der Zugehörigkeit zu einer konterrevolutionären terroristischen Organisation beschuldigt. Am 27. September 1938 wurde er von der Militärabteilung des Obersten Gerichts der UdSSR zum Tode durch Erschießen verurteilt und am selben Tag erschossen. Das Grab befindet sich auf dem Schießplatz Kommunarka. Am 11. Juli 1956 wurde Kaminer von der Militärabteilung des Obersten Gerichts der UdSSR rehabilitiert.

## Schachkomposition
Kaminer war einer der Grundsteinleger der sowjetischen Studienkomposition. Von 1932 bis 1938 leitete er zusammen mit Somow-Nassimowitsch die Studienabteilung der Zeitschrift 64. Ab 1924 publizierte er 65 Studien, 27 davon wurden ausgezeichnet, darunter 15 Preisträger. Er besaß ein seltenes Gefühl für Harmonie, seine Studien sind natürlich und scheinen Endspiele aus Partien zu sein. Im Kampf zwischen Leichtfiguren komponierte er eine Reihe scharfsinniger Werke.
|   | a | b | c | d | e | f | g | h |   |
| 8 |   |   |   |   |   |   |   |   | 8 |
| 7 |   |   |   |   |   |   |   |   | 7 |
| 6 |   |   |   |   |   |   |   |   | 6 |
| 5 |   |   |   |   |   |   |   |   | 5 |
| 4 |   |   |   |   |   |   |   |   | 4 |
| 3 |   |   |   |   |   |   |   |   | 3 |
| 2 |   |   |   |   |   |   |   |   | 2 |
| 1 |   |   |   |   |   |   |   |   | 1 |
|   | a | b | c | d | e | f | g | h |   |

Lösung:

1. b6–b7 Tf5–f8

2. Sd5–b4+ Kd3–e4

3. Sb4–c6 Ke4–f4

4. g2–g4!! Hinlenkung 4. … Kf4xg4

5. Kh6–g7 Tf8–e8

6. Kg7–f7 Te8–h8

7. Kf7–e7 Th8–g8

8. Sc6–d8 Tg8–g7+

9. Sd8–f7 Tg7–g8

10. Sf7–h6+ Gabel

und Weiß gewinnt